# Culex ramakrishnii
Culex ramakrishnii är en tvåvingeart som beskrevs av Wattal och Kaira 1965. Culex ramakrishnii ingår i släktet Culex och familjen stickmyggor. Inga underarter finns listade i Catalogue of Life.